# ویلیام آلوین
ویلیام آلوین (انگلیسی: William Alwyn؛ ۷ نوامبر ۱۹۰۵ – ۱۱ سپتامبر ۱۹۸۵) یک آهنگساز و رهبر اکستر اهل انگلستان بود.

## گزیده فیلمشناسی
وی آهنگساز فیلم‌هایی همچون پیروزی در بیابان، افتخار واقعی، بت سقوط‌کرده، آهنربا، جعبه جادویی، ورق، نیم‌تنه رنگارنگ، سافاری و نامش را با غرور حک کن بوده است.